# 希隆斯克地區格雷富夫
希隆斯克地區格雷富夫（波蘭語：Gryfów Śląski）是波蘭的城鎮，位於該國西部，距離首府弗罗茨瓦夫114公里，由下西里西亞省（下希隆斯克省）負責管轄，面積6.63平方公里，2006年人口7,128。

## 外部連結

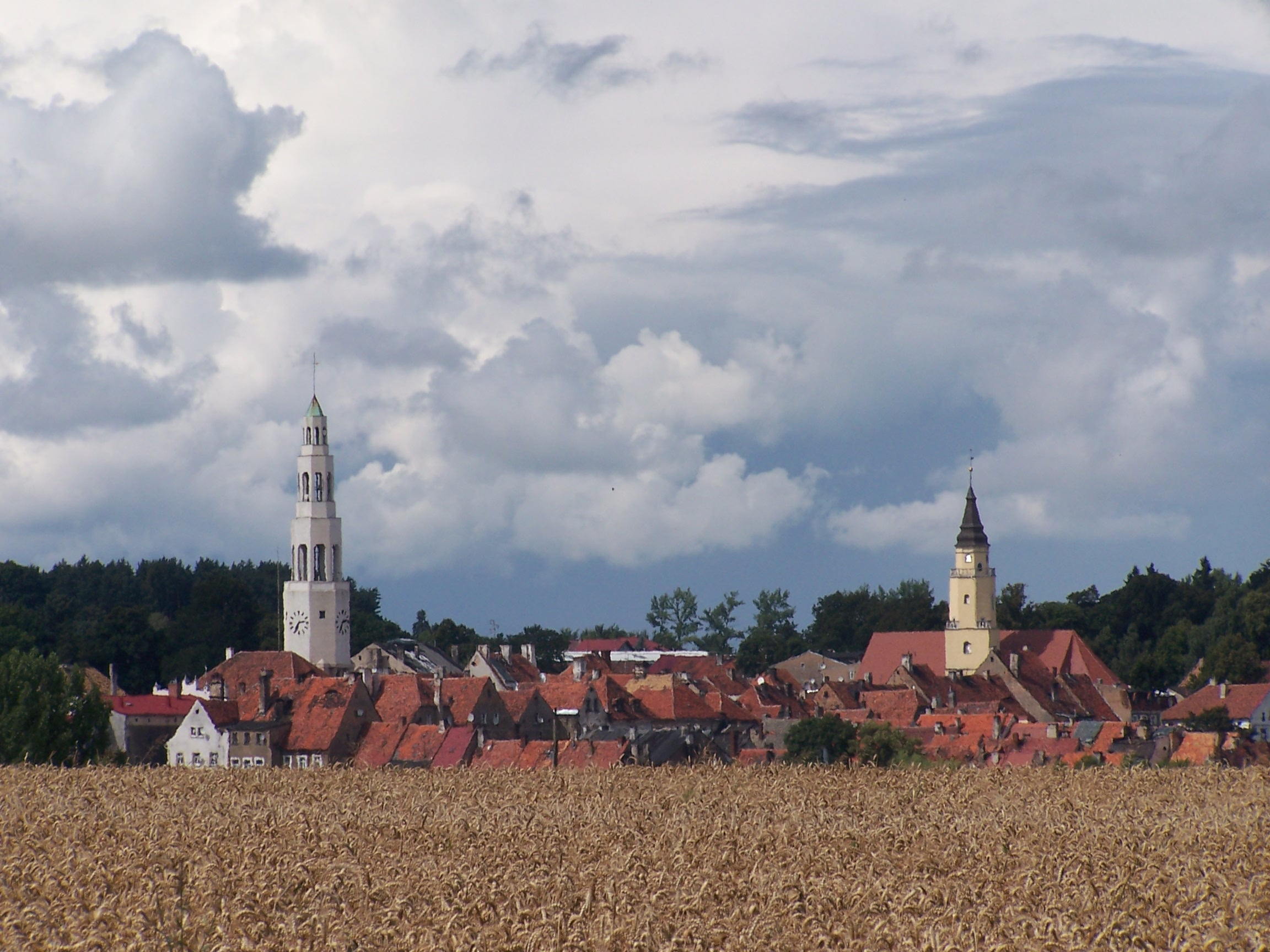

- Gryfów Śląski website （波兰語）

51°01′38″N 15°25′09″E / 51.02722°N 15.41917°E